# Cosimo Ruggiero
Cosimo „Mimmo“ Ruggiero (* 1964 in Apulien) ist ein italienischer Koch, dessen Restaurant in München ab 1995 mit einem Michelinstern ausgezeichnet wurde.

## Leben
Ruggiero kochte im Restaurant Aubergine bei Eckart Witzigmann und in den Schweizer Stuben bei Dieter Müller.
1992 machte sich Ruggiero als Küchenchef mit Sergio Artiaco im Service La Vigna in Englschalking (München) selbstständig. 1994 wurden sie als einziger Italiener der Stadt mit einem Michelinstern ausgezeichnet. 1998 öffnete Sergio Artiaco sein eigenes Restaurant Hippocampus (Seepferdchen) in München nahe dem Prinzregententheater; 2003 wechselte auch Ruggiero zum „Hippocampus“.
2006 wurde Ruggiero vom Gault-Millau zum Aufsteiger des Jahres 2007 ernannt, weil

„er schnörkellos das Urtümliche des ländlichen und die Leichtigkeit des modernen Italiens zu einer zeitgemäßen Küche ohne jede Modetorheit vereint. Allein dafür, dass er kein Rucola, Balsamico und Zitronengras auf der Karte hat und dass es keine Schäumchensaucen, Ministrauchtomaten und Tropfen von Balsamico oder grünem Öl als vermeintlich dekorative Elemente auf seinen Tellern gibt, verdiente er es, zum Italiener des Jahrzehnts gekürt zu werden“

2024 übergaben Ruggiero und Artiaco an zwei Nachfolger, standen aber beratend zur Seite.

## Auszeichnungen
- 1994: Ein Michelinstern 1995 für das La Vigna
- 2006: Aufsteiger des Jahres 2007 im Gault Millau[7][8]